# Кошевниця (Седлецький повіт)
Кошевниця (пол. Koszewnica) — село в Польщі, у гміні Котунь Седлецького повіту Мазовецького воєводства.
Населення — 146 осіб (2011).
У 1975-1998 роках село належало до Седлецького воєводства.

## Демографія
Демографічна структура станом на 31 березня 2011 року:
|          | Загалом | Допрацездатний вік | Працездатний вік | Постпрацездатний вік |
| -------- | ------- | ------------------ | ---------------- | -------------------- |
| Чоловіки | 77      | 21                 | 49               | 7                    |
| Жінки    | 69      | 14                 | 36               | 19                   |
| Разом    | 146     | 35                 | 85               | 26                   |